# 야마카와 렌
야마카와 렌(일본어: 山川 廉, 1998년 7월 7일~)는 일본의 축구 선수이다.

## 구단 경력
그는 2021년 J3리그의 이와테 그루자 모리오카에 입단했다. 2021년 J3리그 준우승으로 J2리그로 승격했다.